# Kerekasztal (Lengyelország)

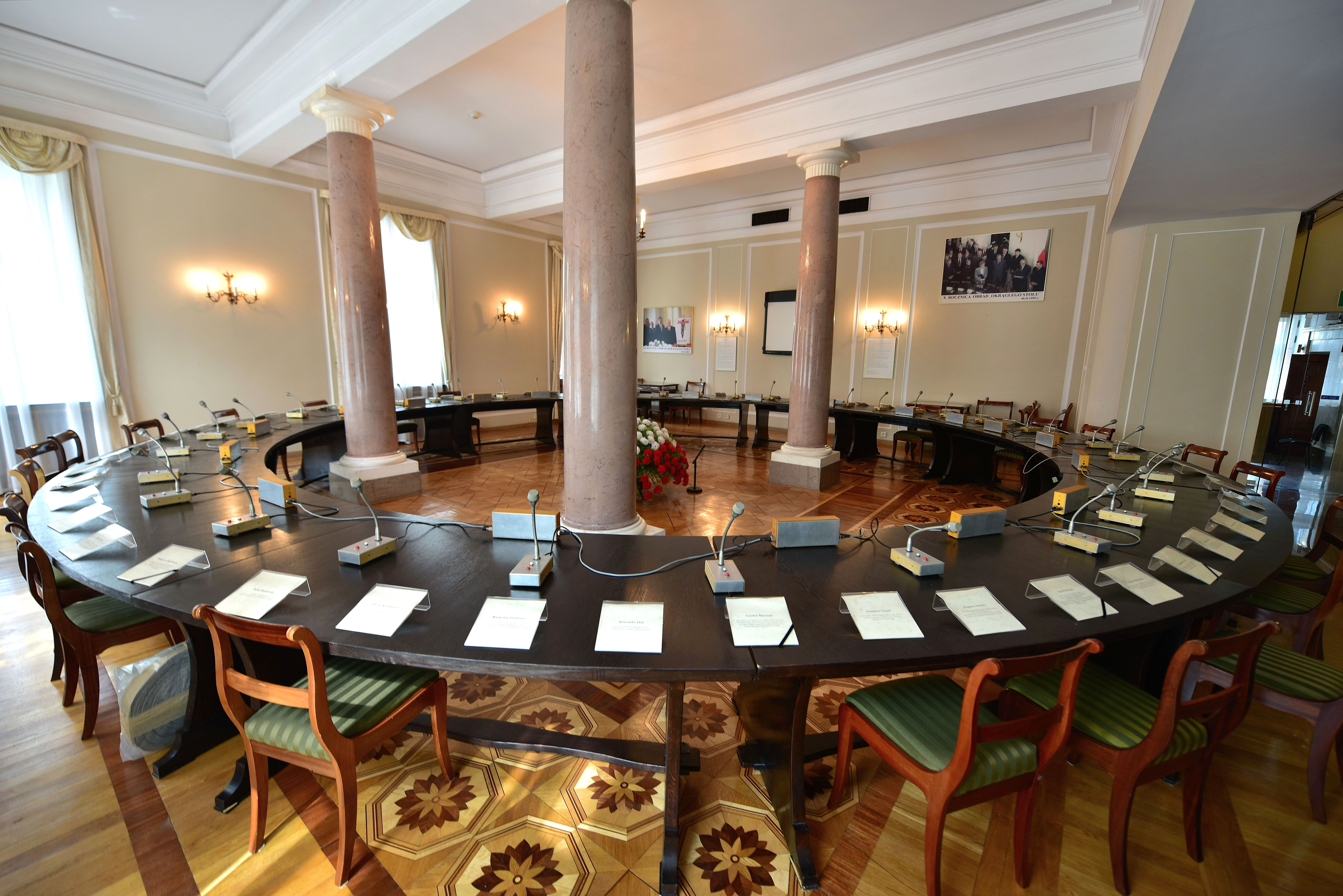
Az eredeti kerekasztal kiállítva a varsói elnöki palotában

1988-ban a Lengyel Népköztársaság akkori vezető elkezdtek komolyan beszélni az ellenzék képviselőivel. A lengyel kerekasztal-tárgyalásokat 1989. február 6-ától április 4-ig tartották. A kormány kezdeményezte a tárgyalásokat a betiltott Szolidaritás Szakszervezettel és más ellenzéki csoportokkal, hogy hatástalanítsa a társadalmi nyugtalanságot. Az 1980-as évek elején kitört sztrájkokat követően és azt követően, hogy Lech Wałęsa vezetésével megalakult Szolidaritás mozgalom, a politikai helyzet kissé enyhülni kezdett. Annak ellenére, hogy a kormány mindent megtett annak érdekében, hogy letörje az antikommunista érzelmeket az idők megváltoztak és lehetetlen volt feltartóztatni a változásokat. Mindamellett közrejátszott a félelem, hogy egy szociális bomba robbanhat a rossz gazdasági helyzet és az elszabadult infláció miatt, amik nagyon rossz hatással voltak a lengyel életszínvonalra és felkorbácsolták a közvélemény haragját, növelték az átlagember frusztrációját.
A Kerekasztal-tárgyalásokat a nagyközönség előtt nyitott formában tartották egy Magdalenka nevezetű kisvárosban, Varsótól délre. Az ellenzék képviseletében jelen volt többek között: Jacek Kuroń, Lech Wałęsa, Jaroslaw és Lech Kaczynski, Jan Olszewski, Janusz Onyszkiewicz, Jan Rokita, Tadeusz Mazowiecki, Andrzej Stelmachowski, Adam Michnik. A kommunista koalíciót Aleksander Olechowski, Leszek Miller, Andrzej Olechowski, Czeslaw Kiszczak, Stanislaw Ciosek és mások képviselték.
A Kerekasztal Megállapodást 1989. április 4-én írták alá. A legfontosabb a posztulátumok a következők voltak: 
- a szakszervezetek törvényesítése,
- bevezetik a Köztársasági Elnöki hivatalt (amivel megszűnik a kommunista párt főtitkárának hatalma), ahol az elnök mandátuma 6 évre szól,
- a szenátus megalakítása.

Ennek eredményeképpen az igazi politikai hatalmat átruházták egy újonnan alakult kétkamarás törvényhozásra és a köztársasági elnökre, aki a fő közjogi méltóság lett. A Szolidaritás egy törvényes és legális politikai párttá vált. Biztosították továbbá, hogy a Szejm mandátumok 35% és a Szenátusi mandátumok teljes egészében szabad választások alapján kerülnek kiosztásra.
Az 1989. június 4-én megtartott választások a Szolidaritás földindulásszerű győzelmével végződtek. Megnyerték a szenátusi helyek 99%-át és a Szejm összes mandátumának 35%-át. Az egyezség szerint, a kommunista párt tagjai közül csak Wojciech Jaruzelski indulhatott az elnöki posztért. Jaruzelski elnyerte ugyan az elnöki hivatalt, de megválasztása mindössze egyetlen szavazaton múlott a Szenátus és a Szejm egyesített szavazásán. A 65-35-ös megosztásnak gyorsan vége szakadt az első igazán szabad választással.
A Kerekasztal-tárgyalásoknak sorsfordító szerepük volt a lengyel politikai élet alakulásában. Ezek a változások tették lehetővé később a III. Lengyel Köztársaság megalakítását.